# Église presbytérienne Ebenezer, Osu
 (juillet 2025).
 (juillet 2025).
Le contenu est difficilement compréhensible vu les erreurs de traduction, qui sont peut-être dues à l'utilisation d'un logiciel de traduction automatique.
L'église presbytérienne Ebenezer, anciennement connue sous le nom d'église de la mission de Bâle, Christiansborg, est une église protestante historique située dans la banlieue d'Osu, Accra (en) à Accra, au Ghana. L'église a été fondée par la Société missionnaire évangélique de Bâle en 1847. Auparavant située près du château de Christiansborg, dans un hameau appelé Osu Amanfong(Osu, Accra (en)), où se trouve aujourd'hui un monument commémoratif, l'église a été déplacée vers le nord jusqu'à son emplacement actuel près de l'École Salem, Osu (en) lorsqu'une nouvelle chapelle a été construite et consacrée en 1902,,. L'église est affiliée à l'Église presbytérienne du Ghana (en). Les services liturgiques sont célébrés en anglais et en langue ga.

## Contexte historique
Les origines du christianisme sur la Côte de l'Or remontent à l'arrivée des commerçants portugais au début du XVIe siècle. Ils baptisèrent le chef suprême (en) de Fetu, Cape Coast en 1503. En 1576, la propagation du christianisme s’était arrêtée. Au cours des deux cent cinquante années qui ont suivi, les activités de quelques sociétés missionnaires, dont les Franciscains capucins français basés à Axim et Komenda-Edina-Eguafo-Abirem (circonscription parlementaire du Ghana) (en), la Mission morave à Accra et Elmina ainsi que la Société pour la propagation de l'Évangile à l'étranger à Cape Coast, ont produit des résultats négligeables dans l'arrière-pays.
Les missionnaires de la Société missionnaire évangélique de Bâle sont arrivés dans le protectorat danois de Christiansborg (aujourd'hui la banlieue d'Osu) sur la Gold Coast en 1828, à la demande du gouverneur danois de l'époque, le major Christopher von Richelieu,. Fondée en 1815 à Bâle, en Suisse, à l'apogée du mouvement théologique piétiste, nombre de ses jeunes missionnaires étaient issus de milieux ouvriers et artisanaux du Wurtemberg, situé dans le sud de l'Allemagne,. Le piétisme cherchait à « revitaliser l'Église chrétienne de l'intérieur en approfondissant et en personnalisant la vie religieuse de la communauté chrétienne. Il visait à exprimer leurs convictions chrétiennes par des actes positifs et des modes de vie exemplaires, notamment en diffusant l'Évangile sur d'autres continents, en réponse à l'appel de Dieu ». Selon eux, l'éducation formelle, l'agriculture, la petite industrie, les arts et l'artisanat allaient de pair avec la propagation de l'Évangile,,,,.
Plusieurs communautés européennes du Royaume-Uni, du Danemark et des Pays-Bas étaient établies sur la côte où le commerce et les échanges prospéraient,. L'administration coloniale danoise autorisait ses employés à cohabiter avec des femmes locales dans des relations monogames. Il existait donc à l’époque une importante communauté euro-Africains de la Gold Coast (en) composée des descendants « mulâtres » de ces unions. La demande d'évangélisation du major Richelieu visait à restaurer la moralité chrétienne au sein de la population,,. Quatre missionnaires bâlois venus d'Allemagne et de Suisse débarquèrent sur les côtes de la Côte-de-l'Or en 1828,. Il s'agissait de Karl Salbach, Gottlieb Holzwarth, Johannes Henke et Johannes Schmidt,. En 1831, tous les quatre, âgés d’une vingtaine d’années, étaient morts de maladies tropicales. Un deuxième groupe de missions fut envoyé par la Mission de Bâle en 1832,. Les missionnaires étaient Andreas Riis (en), Peter Jager et Christian Heinze,. Jager et Heinze sont décédés quelques mois après leur arrivée de maladies tropicales. Dans la ville côtière d'Osu, Accra (en), seuls quatorze adultes autochtones se sont convertis au christianisme entre 1828 et 1850,. Le missionnaire survivant, Andreas Riis (en) s'est installé dans la ville vallonnée d'Akropong en 1835, où le climat frais était plus favorable, ce qui a effectivement conduit à la consolidation du travail missionnaire,.
Le poste restant de la Mission de Bâle à Osu a effectué un travail missionnaire et en 1847, l'Église de la Mission de Bâle à Osu, qui deviendra plus tard l'Église presbytérienne Ebenezer, a été fondée par la mission. Des églises similaires ont été établies dans les villes voisines de Ga le long de la côte, comme La et Teshie. Le précurseur de l'Église fut la création d'une école en 1843, l'école Salem, Osu (en), pour éduquer les enfants des convertis au christianisme,. Les maîtres d'école fondateurs étaient l'Américano-Libérien George Thompson ainsi que les missionnaires moraves des Antilles Alexander Worthy Clerk et Catherine Mulgrave, d'origine angolaise, qui travaillaient sous les auspices de la Mission de Bâle.
Les Danois vendirent leur fort, le château de Christiansborg, en 1850 aux autorités britanniques,,. En 1852, les Britanniques ont introduit une ordonnance sur la capitation qui a été farouchement contestée par les habitants locaux,. Les indigènes d'Osu, La et Teshie refusèrent de payer la nouvelle taxe imposée et en 1854, les Britanniques bombardèrent le canton avec leur navire de guerre, le « HM Scourge »,. Les huttes en terre ont été réduites en ruines et plusieurs habitants ont été relogés dans les plaines de l'arrière-pays sous la crête d'Akuapim-Mampong,. L'infrastructure de la Mission de Bâle a été détruite dans la mêlée.
En conséquence, une équipe de 30 missionnaires de Bâle et leurs convertis ont déplacé leurs opérations vers le hameau d'Abokobi pour démarrer une nouvelle station missionnaire sur un terrain acheté auparavant par Andreas Riis (en). Selon les archives historiques de la mission de Bâle, « Johannes Zimmerman (en), le chef de la station missionnaire d'Abokobi, avait la vision non seulement de créer une communauté agricole chrétienne modèle, mais aussi d'y installer des agriculteurs et des artisans chrétiens allemands pour démontrer à la communauté païenne la totalité de la vie chrétienne. » La station d'Abokobi (en) est devenue une station chrétienne modèle, sur laquelle le poste d'Osu, Accra (en) à Amanfong a été reconstruit en 1856.

### Construction de la chapelle

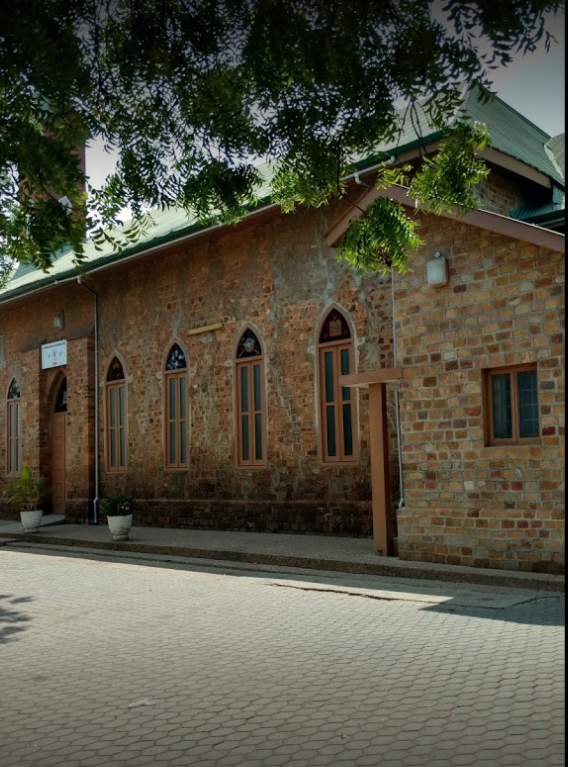
Entrée sud de l'église

En 1856, les émigrants d'Abokobi (en) retournèrent à Osu, Accra (en) après le début des efforts de reconstruction. La communauté chrétienne locale a décidé de construire une nouvelle chapelle pour remplacer l'ancienne qui était devenue trop petite pour le culte. De plus, sa proximité avec l’océan Atlantique a entraîné la corrosion et la dégradation de la structure. Osu était désormais une ville beaucoup plus grande avec des indigènes vivant plus à l'intérieur des terres. La chapelle était donc désormais loin des habitants. Le château de Christiansborg n'était plus le centre d'activité d'Osu. Le bruit naturel des vagues de la mer rendait très difficile d'entendre les vagues de la mer pendant les services religieux.
En 1862, un tremblement de terre massif s'est produit à Accra, endommageant des parties du château de Christiansborg. Après le transfert de la capitale de la Gold Coast de Cape Coast à Accra, le fort danois est devenu le siège officiel du gouvernement. Les rénovations comprenaient la construction d'un quartier résidentiel pour le gouverneur de la Gold Coast. Pour des raisons de sécurité, l'administration coloniale britannique a acheté les cabanes et les terres environnantes du château et les a transformées en jardin botanique. Pour ces raisons, la congrégation a décidé de déménager vers un nouveau site.
En 1898, l'église a acquis un terrain au nord de la côte d'Osu, Accra (en), dans une partie centrale de la ville, facilement accessible aux chrétiens locaux et éloignée de l'océan. Les missionnaires choisirent un site près du quartier de Salem qui abritait le pensionnat du milieu. Cet emplacement n'interférerait pas non plus avec les percussions et les danses de la communauté traditionnelle.
L'église a dû collecter des fonds pour la construction de la nouvelle chapelle. L'église a mené une campagne de collecte de fonds de 1898 à 1901. Les fonds ont été levés en Deutsche Marks (DM) Environ 1 800 DM provenaient des contributions générales des membres de la communauté, 2 500 DM ont été réaffectés du Fonds des pauvres du Comité de la Mission de Bâle pour la construction de la chapelle, 2 600 DM provenaient de la communauté européenne vivant près du château d'Amanfong et 4 000 DM des chrétiens africains Ga vivant à Osu. Les fonctionnaires africains travaillant au siège du gouvernement se sont engagés à verser une somme de 200 DM par mois jusqu'à l'achèvement de la construction de la chapelle, mais les paiements étaient irréguliers. La décision de la Mission de Bâle d'utiliser l'argent du Fonds des pauvres était fondée sur le fait que plusieurs fidèles étaient impliqués dans le commerce ou travaillaient dans la fonction publique coloniale et avaient un niveau de vie relativement élevé. Le Fonds n’était donc pas utilisé. Un montant supplémentaire de 2 000 DM a été collecté à Bâle et remis à Osu. Il s’agissait d’une exception car, normalement, le Comité de la Mission de Bâle ne finançait pas de projets de construction à l’étranger. Les fonds ont toujours été collectés localement dans les stations missionnaires, mais le comité a dérogé à cette règle en raison de l'engagement enthousiaste des fidèles autochtones, apprécié par les membres de l'église d'Osu.
Le Comité de Bâle a chargé Karl Epting, un architecte missionnaire de Bâle qui vivait sur la Gold Coast, de préparer les plans de la nouvelle église et de superviser le projet. Epting a dû partager son temps entre Accra et Kumasi où se déroulait la rénovation de la Maison de la Mission de Bâle. La première pierre de l'église a été posée le 1er mars 1902,. De nombreux artisans et artisans d'Osu ont offert leurs services gratuitement.
Au début du mois de juillet 1902, la structure avait atteint une hauteur de 25 pieds. La superstructure en bois destinée à soutenir les tuiles du toit a été solidement mise en place et les murs de la chapelle ont été achevés. La tour de l'église qui abriterait le clocher mesurait 85 pieds et un crucifix était placé au sommet. À l'intérieur de la chapelle, une galerie supérieure d'une capacité de 200 places assises a été construite. Les sols étaient remplis de pierres de 18 pouces de profondeur. Les femmes et les enfants jouaient un rôle essentiel dans le transport des pierres pour le carrelage.

### Consécration et cérémonie d'ouverture

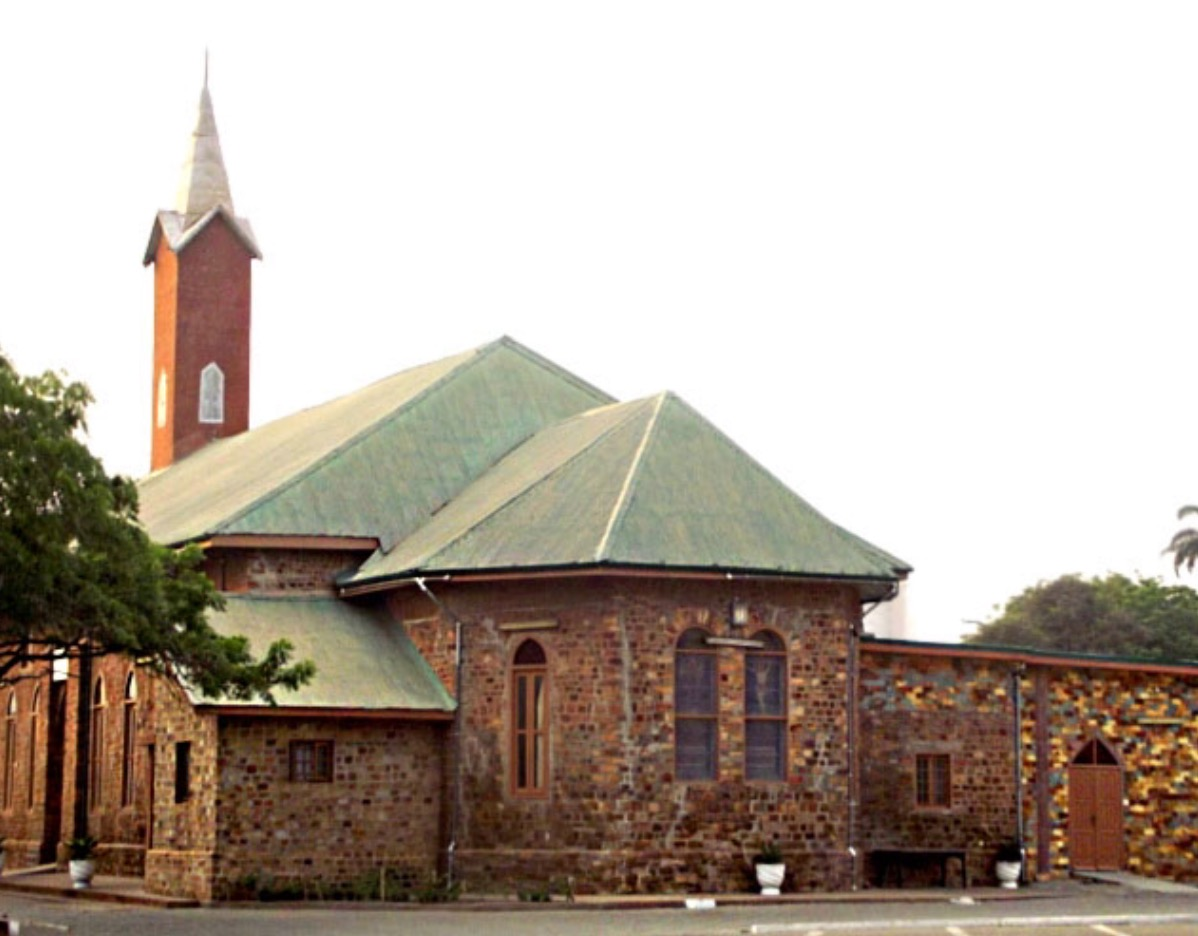
Aile est de la chapelle avec l'extension, les sacristies nord et sud en vue

L'ouverture officielle de l'église devait avoir lieu le 19 octobre 1902,. Les vieux bancs de l'ancienne chapelle ont été transportés dans la nouvelle église. De nouveaux bancs ont également été construits pour combler l’espace restant. La chaire était un cadeau personnel de Robert Richter Bannerman, un charpentier et le plus jeune presbytre de l'époque. Sur la chaire était apposée une inscription sur bois d'ébène tirée du Psaume 119 verset 105 (KJV ) : « Ta parole est une lampe à mes pieds et une lumière sur mon sentier » avec une croix noire gravée au-dessus. L'autel a été conçu conjointement par Bannerman et Epting, mais financé par le pasteur et historien de la Mission de Bâle, Carl Christian Reindorf. Le fils de CC Reindorf, Jonah Reindorf, a présenté quatre luminaires suspendus, chacun portant cinq lampes séparées, à la manière d'un lustre, à utiliser pendant les services du soir.
Les fonts baptismaux, en acajou, ont été offerts par le missionnaire bâlois, le révérend Widmaer. Des vases de baptême et de communion ont été apportés d'Amanfong ; et de nouveaux tissus pour couvrir l'autel, la chaire et les fonts baptismaux ont été donnés par les fidèles. Le vendredi 17 octobre 1902, une tablette de ciment, toujours en place aujourd'hui, a été placée dans l'espace au-dessus de l'entrée principale de l'église, portant l'inscription :
« EBEN-EZER 1902 1 Sam 7:12 »
L'inscription sur la tablette de pierre est une référence biblique à 1 Samuel 7:12 (NIV ) : « Samuel prit une pierre et la dressa entre Mitspa et Shen. Il la nomma Ében-Ézer [pierre de secours], en disant : « Jusqu'ici l'Éternel nous a secourus. »
Le samedi 18 octobre 1902 à 18 heures, les cloches de l'église sonnèrent pour la première fois. Des membres d'autres stations missionnaires du district de Ga-Dangme étaient également arrivés pour la cérémonie plus tôt dans la semaine. Le dimanche 19 octobre 1902, les garçons de l'école Salem, Osu (en) ont défilé dans le canton d'Osu, Accra (en) lors d'une procession musicale avant l'aube dirigée par le missionnaire Schultze. Une grande foule s'est rassemblée à 9 heures du matin dans la vieille chapelle en ruine d'Amanfong pour une courte cérémonie d'adieu. Une prière d'action de grâce a été prononcée par Samuel Wuta Ofei, ministre de la Mission de Bâle. Une grande foule s'est ensuite rendue à la nouvelle chapelle, conduite par les missionnaires de Bâle et les pasteurs africains dans leurs vêtements de bureau (en), les trois premiers tenant une Sainte Bible ainsi que les vases sacrés pour le baptême et la communion. Les ministres de l'église étaient suivis par des presbytres, des enfants des écoles primaires et secondaires et par les masses grouillantes de chrétiens de la communauté d'Osu. Était présent le chef suprême (en) d'Osu, Accra (en), Nii Mantse, accompagné de son entourage vêtu de ses insignes traditionnels.
Karl Epting a prononcé le discours d'introduction à l'entrée avant de remettre les clés de l'église au missionnaire le plus ancien de l'époque, Michael Seeger. La sollicitation de fonds supplémentaires est allée au-delà de l’achèvement du projet de construction. Selon le rapport de Bâle sur la dédicace de la nouvelle église, Seeger a lancé un appel à des amis de Bâle pour le don de certains éléments d'équipement et de décoration pour la nouvelle église, expliquant : « Nous sollicitons ces dons auprès d'amis et de sympathisants dans notre pays (d'origine) parce que nos propres membres sont maintenant accablés d'une dette si lourde en raison du coût du bâtiment qu'ils ne seront pas en mesure de fournir l'argent pour eux à l'heure actuelle ». L'église était remplie à pleine capacité avec 1500 personnes. Plus tard dans l'après-midi, un service spécial a eu lieu en présence du gouverneur par intérim de la Gold Coast, le capitaine LRS Arthur, CMG, ainsi que de son secrétaire privé.

À l'occasion du jubilé d'or de la construction de la chapelle Osu Eben-Ezer en 1952, l'architecte et constructeur Karl Epting, alors âgé de Bâle, a rappelé dans un message de félicitations :
Je repense avec joie aux dix années durant lesquelles j'ai eu le privilège de travailler sur la Gold Coast. C'est en 1902 que la construction de l'église de Christiansborg m'a été confiée, ainsi qu'à de nombreux collaborateurs volontaires. Il me semble aujourd'hui voir sous mes yeux tous ces charpentiers, maçons et porteurs à l'œuvre. Sans eux, je n'aurais pas pu accomplir ce travail. J'adresse mes plus sincères salutations à tous ceux qui se souviennent de moi.
Les ajouts ultérieurs à la chapelle comprennent l'acquisition d'un orgue à tuyaux ainsi que d'un chœur et d'une arche pour séparer le chœur de la nef de la chapelle. Deux sacristies au nord et au sud de la chapelle ont également été construites. Des lutrins et des tablettes en laiton ont également été ajoutés au sanctuaire de l'église. Au fil des années, la chapelle a subi des rénovations, notamment le déplacement du clocher vers le terrain principal à l'extérieur de la chapelle, la construction d'un mur pour clôturer le campus de l'église, la rénovation de la galerie supérieure, la réfection de la toiture en tôles d'aluminium légères, la pose d'un plafond, l'introduction d'une extension de la chapelle, l'auditorium Carl Christian Reindorf (connu à l'origine sous le nom de Shed ) et le remplacement de l'ancienne chaire par une chaire en béton carrelée de terrazzo. Il y a également une salle paroissiale dans les locaux de la chapelle, utilisée principalement pour des événements sociaux et des conférences. Dans le sanctuaire principal, il y a des plaques commémoratives en l'honneur des premiers missionnaires de Bâle et des Antilles, du pasteur-historien pionnier, Carl Christian Reindorf ainsi que d'autres ministres presbytériens notables d'Osu et d'Emmanuel Charles Quist (en), le premier Orateur (politique) (en) du Parlement du Ghana. Le bureau administratif de l'église, un presbytère pour le ministre de district et des appartements résidentiels pour les ministres associés et les aumôniers sont adjacents à l'enceinte de l'église. L'église possède et exploite le cimetière de mission privé, le cimetière de la mission de Bâle (liste des cimetières d'Accra (en))à Osu, Accra (en), qui se trouve en face du cimetière d'Osu (anciennement connu sous le nom de cimetière civil de Christiansborg ) et à proximité du stade sportif d'Accra (voir Liste des cimetières d'Accra (en)). L'église est également propriétaire de l'école préparatoire presbytérienne d'Osu, créée en 1975.

## Hiérarchie et groupes ecclésiaux
Quatre ministres sont affectés à l'église à tout moment. Le ministre principal est le pasteur de district assisté de trois autres ministres associés. Il y a également des prédicateurs laïcs et un groupe de prêtres élus connu sous le nom de Session. Il existe plusieurs groupes dans l'Église qui sont communs à la dénomination presbytérienne : la Guilde des jeunes (YPG), la Fraternité des jeunes adultes (YAF), les Fraternités des hommes et des femmes, le Groupe d'étude et de prière de la Bible (BSPG), le Service des enfants, les Brigades des garçons et des filles, la Jeunesse junior (JY), la Chorale de l'Église, le Groupe de chant, le Groupe de mélodie Ebenezer et l'Association internationale de lecture de la Bible (IBRA).

## Fidèles notables
- Gottlieb Ababio Adom, Gold Coast educator, journalist, editor and Presbyterian minister;
- Ebenezer Amatei Akuete, Ghanaian diplomat[10];
- Alexander Worthy Clerk, Jamaican Moravian missionary and teacher to Ghana;
- Carl Henry Clerk, Gold Coast educator, administrator, journalist, editor, Presbyterian minister and fourth Synod Clerk, Presbyterian Church of the Gold Coast;
- George C. Clerk, pioneering Ghanaian botanist and plant pathologist;
- Jane E. Clerk, a schoolteacher and pioneer woman education administrator on the Gold Coast;
- Nicholas T. Clerk, Ghanaian academic, public administrator, Presbyterian minister and former Rector, GIMPA;
- Nicholas Timothy Clerk - Gold Coast-born Basel missionary, theologian and first Synod Clerk, Presbyterian Church of the Gold Coast;
- Matilda J. Clerk, second Ghanaian woman physician;
- Pauline M. Clerk, civil servant, diplomat and presidential advisor;
- Theodore S. Clerk, urban planner and first Ghanaian architect;
- Solomon Ofei Darko, Mayor of Accra (2001–2003);
- Silas Dodu, Ghanaian academic, cardiologist and second Dean of the University of Ghana Medical School;
- Charles Odamtten Easmon, first Ghanaian surgeon and first Dean of the University of Ghana Medical School;
- Emmanuel Evans-Anfom, medical practitioner, academic and university administrator;
- Chris Tsui Hesse, cinematographer, filmmaker, prison reform advocate and Presbyterian minister;
- L. W. Fifi Hesse, first black African Rhodes Scholar, Director-General, Ghana Broadcasting Corporation (GBC), 1972–1974; 1984–1988 and Member, Public Services Commission of Ghana;
- Regina Hesse, pioneer woman educator and school principal on the Gold Coast;
- Virginia Hesse, civil servant and commercial officer at the Ministry of Trade and Industry, Ambassador of Ghana to the Czech Republic (2017–2021);
- Nii Ashie Kotey, academic, lawyer, Justice of the Supreme Court of Ghana and former Dean, Faculty of Law, University of Ghana, Legon;
- Catherine Mulgrave, Angolan-born Jamaican pioneer woman educator, administrator and missionary;
- Nii Amaa Ollennu, jurist, judge, Justice of the Supreme Court of Ghana, Speaker of the Parliament of Ghana in the Second Republic and acting President of Ghana from 7 August 1970 to 31 August 1970;
- Emmanuel Noi Omaboe, also known as Oyeeman Wereko Ampem II, Ghanaian economist, public servant, businessman and traditional ruler, Chancellor of the University of Ghana, 1999–2005;
- Emmanuel Charles Quist, barrister, judge and the first African President of the Legislative Council and first Speaker of the Parliament of Ghana;
- Carl Christian Reindorf, Basel mission pastor and pioneer historian;
- Fred T. Sai, family physician, academic and advocate of reproductive health;
- Harry Sawyerr, politician and quantity surveyor;
- George Peter Thompson, Liberian educator and first African Basel missionary;
- Johannes Zimmermann, German missionary, translator, ethnolinguist and philologist.